# Instrument de défense commerciale
Un instrument de défense commerciale est un outil qu'un État peut utiliser pour protéger ses industries nationales en cas de pratiques déloyales ou en cas d'augmentation massive d'importations susceptibles de déstabiliser durablement une branche de production nationale.

## Origine
En l'absence d'un corpus de règles de concurrence au niveau international, l'OMC a reconnu aux États la possibilité de mettre en œuvre des IDC dans deux circonstances : en cas de pratiques déloyales, ou en cas d'augmentation massive d'importations susceptibles de déstabiliser durablement une branche de production nationale. 

## Trois instruments majeurs
Il existe trois instruments de défense commerciale : 
- l'instrument antidumping (le plus couramment utilisé)[2] ;
- les mesures antisubventions[3] ;
- les mesures de sauvegarde[4].

Il existe aussi une protection contre les subventions et les pratiques tarifaires octroyées aux fournisseurs de transport aérien des pays non-membres qui causent un préjudice à l'industrie communautaire.

## Pratiques déloyales des concurrents
Notons aussi des exemples de pratiques déloyales des grands blocs concurrents : 
- taxes à l’exportation : fixées ou appliquées dans des pays tiers par les pouvoirs publics générant des niveaux de prix différents pour des produits selon que ceux-ci soient destinés à l'exportation ou au marché nationa ;
- subventions : réductions de taxes, prêts non commerciaux, notamment dans les secteurs sensibles (R&D, innovation, environnement) ;
- régime du double prix (dual pricing) : conduit à des importations de produits en provenance de pays tiers à destination de l’UE à des prix artificiellement bas (pratique favorisée dans certains pays par l’absence de législation sur la concurrence qui permet de pratiquer des prix élevés sur le marché national).